# Port lotniczy Hobart

logo portu lotniczego Hobart

Port lotniczy Hobart (ang. Hobart International Airport, kod ICAO: YMHB, kod IATA: HBA) – międzynarodowy port lotniczy Tasmanii, położony we wschodniej części miasta Hobart. Otwarty w 1956, zastąpił lotnisko Cambridge Aerodrome. Od 1990 wycofany z użytku rejsowego dla pasażerów międzynarodowego ruchu lotniczego, jednak linia lotnicza Skytraders w dalszym ciągu prowadzi regularne loty na Antarktydę w ramach Australian Antarctic Division. Zarząd portu utrzymuje sprawną kontrolę paszportową, na żądanie z wyprzedzeniem. Obecnie lotnisko obsługuje ponad
20 tysięcy operacji lotniczych rocznie.

## Linie lotnicze i kierunki lotów
- Australian air Express (Launceston, Melbourne-Tullamarine [cargo])
- Jetstar Airways (Melbourne-Tullamarine, Sydney)
- Qantas (Melbourne-Tullamarine, Sydney)
- Skytraders (Casey na Antarktydzie)
- Tasair (Burnie, Devonport)
- Tiger Airways Australia (Adelaide (od 1 marca[3]), Melbourne-Tullamarine)
- Virgin Blue (Adelaide, Brisbane, Canberra (od 6 kwietnia 2009[4]), Melbourne-Tullamarine, Sydney)

## Statystyczne średnie pogodowe
| Miesiąc                                        | Sty  | Lut  | Mar  | Kwi  | Maj  | Cze  | Lip  | Sie  | Wrz  | Paź  | Lis  | Gru  | Roczna |
| ---------------------------------------------- | ---- | ---- | ---- | ---- | ---- | ---- | ---- | ---- | ---- | ---- | ---- | ---- | ------ |
| Średnie temperatury w dzień [°C]               | 22.4 | 22.3 | 20.7 | 18.1 | 15.2 | 12.9 | 12.4 | 13.4 | 15.3 | 17.3 | 18.9 | 20.6 | 17,5   |
| Średnie temperatury w nocy [°C]                | 12.0 | 12.0 | 10.7 | 8.7  | 6.6  | 4.6  | 4.1  | 4.6  | 6.0  | 7.5  | 9.1  | 10.7 | 8,0    |
| Opady [mm]                                     | 41.6 | 36.6 | 36.1 | 43.0 | 34.5 | 30.1 | 44.1 | 46.8 | 41.2 | 47.7 | 42.9 | 54.2 | 498,6  |
| Źródło: Bureau of Meteorology {{{accessdate}}} |      |      |      |      |      |      |      |      |      |      |      |      |        |